# Telecomunicacions a Guinea Equatorial
Les telecomunicacions a Guinea Equatorial inclouen ràdio, televisió, telefonia fixa i mòbil, i Internet.

## Ràdio i televisió
- Estacions de ràdio:
  - 1 estació de ràdio estatal, i 1 estació de ràdio privada propietat del fill gran del president; hi són accessibles les transmissions de múltiples emissores internacionals (2007);[1]
  - No hi ha AM, 3 FM, i 5 emissores d'ona curta (2001).[2]
- Ràdios: 180,000 (1997).[Cal actualitzar]
- Emissores de televisió:
  - 1 emissora de televisió de propietat estatal; hi ha servei de televisió via satèl·lit; són possibles les transmissions de múltiples emissores internacionals (2007);[1]
  - 1 emissora de TV (2001).[2]
- Televisors: 4,000 (1997).[Cal actualitzar]

L'Estat manté el control directe o indirecte de tots els mitjans de difusió. El govern posseeix l'únic sistema nacional de radiodifusió, la RTVGE. El fill gran del president posseeix l'única estació de ràdio privada. Les transmissions via satèl·lit estan àmpliament disponibles, incloent el canal de notícies en francès Africa24, que a vegades emet crítiques de l'oposició. Els canals estrangers, inclosos Radio France International (RFI) i el BBC World Service, retransmeten sense censura a tot el país.

## Telèfons
- Prefix telefònic: +240[1]
- Prefix de trucada internacional: 00[4]
- Línies fixes:
  - 14.900 línies en ús, 195è al món (2012);[1]
  - 10.000 línies en ús, 204è al món (2008).[2]
- Línies mòbils:
  - 501.000 línies, 169è al món (2012);[1]
  - 346.000 línies, 165è al món (2008).[2]
- Sistema telefònic: xarxa de telefonia fixa digital a la majoria de les principals àrees urbanes i una bona cobertura mòbil; la densitat de línia fixa és d'aproximadament 2 per 100 persones; la subscripció a mòbils ha anat en augment i en 2011 es va situar en el 60 per cent de la població; comunicacions internacionals de Bata i de la capital, Malabo, a països africans i europeus (2011).[1]
- Satèl·lit de comunicacions: 1 Intelsat (Oceà Índic) (2011).[1]
- Comunicació per cable: Sistema de cable submarí Africa Coast to Europe (ACE), enllaça països al llarg de la costa d'Àfrica entre ells i amb Portugal i França.[5]

## Internet
- Domini de primer nivell: .gq[1]
- Usuaris d'internet: 
  - 95,649 usuaris, 169è del món; 13.9% de la població, 158è del món (2012);[6][7]
  - 14,400 usuaris, 200è al mçon (2009).[1]
- Internet de banda ampla: 1,372 subscripcions, 174è en el món; 0.2% de la població, 159è del món (2012).[6][8]
- Internet sense fils: Desconegut (2012).[9]
- Hosts d'internet: 7 hosts, 227è al món (2012).[1]
- IPv4: 3,072 adreces, menys del 0.05% del món, 4.5 acreces per 1000 persones (2012).[10][11]
- Proveïdor d'Internet: 9 ISPs (2009).

### Censura i vigilància d'internet
No hi ha restriccions governamentals sobre l'accés a internet o informes fiables sobre la intervenció del govern al correu electrònic o les sales de xat sense supervisió judicial. La crítica més oberta del govern prové de la comunitat del país a l'exili, i Internet ha reemplaçat als mitjans de difusió tradicionals com a principal plataforma d'expressió i difusió d'opinions de l'oposició.
Tot i que la constitució i la llei preveuen la llibertat d'expressió i la llibertat de premsa, la llei atorga a les autoritats amplis poders per restringir les activitats dels mitjans, cosa que el govern utilitza per limitar aquests drets. Si bé es permet la crítica de les polítiques del govern, generalment hom no pot criticar el president, la seva família, altres alts funcionaris, o les forces de seguretat sense por a represàlies. La difamació és un delicte, però no hi va haver instàncies del govern utilitzant les lleis per suprimir la crítica durant l'any 2012.
La constitució i la llei prohibeixen la interferència arbitrària en la vida privada, la família, la llar, o la seva correspondència, però el govern sovint no respecta aquestes prohibicions. Calen ordres de registre a menys que el delicte sigui flagrant o bé per raons de seguretat nacional. Però les forces de seguretat entren a les cases sense autorització i detenen els presumptes delinqüents, estrangers, i altres, sovint sense les necessàries ordres judicials. Segons els informes, el govern intenta impedir la crítica mitjançant el control de les activitats dels polítics de l'oposició, periodistes i altres. Els periodistes són objecte d'una vigilància i practiquen autocensura.